# Родригес Эчеверрия, Мигель Анхель
Мигель Анхель Родригес Эчеверрия (исп. Miguel Ángel Rodríguez Echeverría; род. 9 января 1940, Сан-Хосе) — коста-риканский экономист, адвокат, бизнесмен и политик из Коста-Рики. Был президентом Коста-Рики (с 1998 по 2002 год) и Генеральным секретарём Организации Американских государств (OAS) в 2004 году. 27 апреля 2011 года был осуждён на пять лет тюремного заключения за коррупцию на посту президента Коста-Рики. Был реабилитирован судом в декабре 2012 года.

## Биография

### Молодые годы
Родился 9 января 1940 года в Сан-Хосе. В 1962 году в университете Коста-Рики получил учёную степень в области экономики, позже, в 1963, получил учёную степень в области права. Некоторое время после университета работал там доцентом экономики. Позже учился в Калифорнийском университете Беркли в США, где в 1966 получил степень доктора философии и экономики. После получения высшего образования вернулся в Коста-Рику, и заступил на должность Министра планирования, и стал одним из директоров коста-риканского Центрального банка во время президентства Хоакина Трехоса. В 70-х годах Родригес одновременно был профессором экономики в университете Коста-Рики и в Автономном университете Центральной Америки. В это же время занимался деловым предприятием холдинга рогатого скота "Grupo Ganadero Industrial, S. A".

### Политическая карьера
Эчеверрия три раза баллотировался на пост президента. На выборах в 1990 году проиграл оппоненту Рафаэлю Анхелю Кальдерону. Через четыре года в президентской гонке его обошёл Хосе Мария Фигейрес. Спустя восемь лет после первой попытки, в 1998 году, был выбран на пост президента. Несмотря на опыт в бизнесе и предпринимательстве, работу Эчеверрии на посту президента Коста-Рики расценивают как неэффективную. На посту предлагал реформы свободного рынка, включая план установления государственной монополии на телекоммуникации, которые потерпели неудачу под натиском оппозиции. Успешным за период президентства было преобразование пенсионной системы и предоставление главного порта в Тихом океане (Кальдера) в приватную концессию. После президентства Родригес работал консультантом в глобальных стратегиях М. Джонса и приглашённым лектором в Университете им. Джорджа Вашингтона в Вашингтоне (округ Колумбия).

### Политические взгляды
Поклонник свободного предпринимательства и прорыночной политики, одобряет рыночные реформы и привлечение иностранных инвестиций. Родригеса считают социальным консерватором — в 1998 году он выступил против однополых отношений.

## Награды
- Медаль Восточной Республики Уругвай (14 августа 2001 года, Уругвай)[1]